# Флаг Египта
Государственный флаг Арабской Республики Египет (араб. علم جمهورية مصر العربية‎) — официальный государственный символ (наряду с гербом и гимном) Арабской Республики Египет.
Соотношение сторон 2:3. Представляет собой триколор с горизонтально размещёнными равновеликими полосами красного, белого и чёрного цветов. В центре флага на белой полосе помещён т. н. «орёл Саладина». Выполнен в панарабских цветах.
Принят в 1984 году. Используется на суше как гражданский и государственный флаг и на море как гражданский флаг. Красный цвет символизирует борьбу с колониальным режимом, белый — «бескровную» революцию 1952 года, чёрный — окончание гнёта британского колониального режима. Золотой орёл — символ Саладина (Салах ад-Дин), египетского султана, возглавившего в XII веке борьбу с крестоносцами.
Первый государственный флаг Египта был утверждён королевским декретом в 1923 году, после того, как Египет получил независимость от Великобритании (16 марта 1922 года). На зелёном поле этого флага был размещён полумесяц и три звезды.
В 1958 году президент Египта принял другой флаг — красно-бело-чёрный триколор с полосами, размещёнными горизонтально. На белой полосе находилось две зелёных звезды. В 1972 году звезды на флаге были заменены золотым соколом. Через 8 лет, в 1980 году красно-бело-чёрный триколор с двумя зелёными звёздами посередине стал государственным флагом Сирийской Арабской Республики и был таковым вплоть до падения режима Асада 8 декабря 2024 года.
В 1984 году золотой сокол был сменён золотым орлом («орлом Саладина»). Так флаг принял свой современный вид.

Флаг Эйлаета Египет (1793—1844)
Флаг Эйлаета Египет (1844—1867)
Флаг Египетского Хедивата (1867—1881)
Флаг Египетского Хедивата (1881—1914)
Флаг Египетского султаната 18 декабря 1914 — 10 декабря 1923
Флаг Королевства Египет 10 декабря 1923 — 18 июня 1953
Флаг Движения свободных офицеров и Египетской революции. Использовался совместно с флагом Королевства Египет 18 июня 1953 — 22 февраля 1958
Флаг Объединённой Арабской Республики 22 февраля 1958 — 31 декабря 1971
Флаг Арабской Республики Египет 1 января 1972 — 4 октября 1984 Флаг Федерации Арабских Республик 1972 — 1977